# Gerard J. M. van den Aardweg
 Gerard JM van den Aardweg (1936, Haarlem) es un psicólogo y psicoterapeuta holandés con práctica privada. Ha hablado y escrito sobre homosexualidad, parapsicología, experiencia cercana a la muerte y asuntos contra el aborto.
Durante el referéndum irlandés de 2015 sobre el matrimonio entre personas del mismo sexo, "afirmó que el partido nazi estaba 'arraigado' en los homosexuales (y que) muchas instituciones científicas han sido tomadas por 'gais militantes activos' que producen información para promover la causa gay".

## Biografía
Gerard JM van den Aardweg recibió su doctorado en psicología de la Universidad de Amsterdam con una disertación publicada en 1967 bajo el título "Homofilia, neurosis y autocompasión compulsiva". Fue la primera disertación de los Países Bajos sobre la homosexualidad. Van den Aardweg rechaza la idea de que la homosexualidad es un rasgo biológicamente innato. En cambio, llama a la homosexualidad (una expresión de) "una enfermedad de autocompasión infantil". Van den Aardweg cree que nadie nace gay, que no hay niños homosexuales y que "homosexualidad no es igual a heterosexualidad.
Ha sido miembro anterior del Comité Asesor Científico de la Asociación Nacional para la Investigación y Terapia de la Homosexualidad (NARTH por sus siglas en inglés).

## Trabajos seleccionados
- Gerard J. M. van den Aardweg (August 2011). «On the Psychogenesis of Homosexuality». The Linacre Quarterly 78 (3): 330-354. ISSN 0024-3639. PMC 6026959. PMID 30082952. doi:10.1179/002436311803888267.
- Gerard J. M. van den Aardweg (1984). On the Origins and Treatment of Homosexuality: A Psychoanalytic Reinterpretation (en nl, en, de) 2. Bruges: Tabor. p. 98. ISBN 9780275902339. OCLC 898786783.
- The Battle for Normality: Self-Therapy for Homosexual Persons ISBN 0898706149 (1997)
- Hungry Souls ISBN 9780895558992 (2009)